# Farvet guld
Farvet guld er guld legeret med andre grundstoffer. Ved produktion af smykker legeres guldet både for at ændre dets farve og for at gøre guldet mere slidstærkt.

## Kvalitetsmål
Kvaliteten af guldlegeringer måles i karat. Rent guld betegnes 24 karat (1000 ‰). Legeringer af 8 (333 ‰)[kilde mangler], 14 (585 ‰) og 18 karat (750 ‰) er de mest udbredte kvaliteter i Danmark.

## Hvidguld
Hvidguld er en legering af guld og mindst et hvidt metal, som regel sølv eller palladium. Hvidguld bruges hovedsageligt som erstatning for det dyre ædelmetal platin i smykkefremstilling. Ligesom rent guld måles hvidguld i karat. Hvidguld har større styrke og er lettere at bearbejde end rent guld.
Den fineste kvalitet hvidguld er som oftest mindst 17 karat og består af guld og palladium, sommetider med en smule platin, bl.a. af hensyn til vægt og holdbarhed. Hvidgulds naturlige farve er trods navnet lysegrå.

## Rødguld
Rødguld er en legering af guld med kobber og evt. andre metaller i mindre mængder. Rødguld har større styrke og er lettere at bearbejde end rent guld.

## Tre i en ring
Tre ringe kan flettes sammen til én ring. De tre ringe kan være fremstillet i hvidguld, rødguld og alm. guld.